# Skrzydłowarg nadjeziorny
Skrzydłowarg nadjeziorny (Pterinochilus andrewsmithi) – gatunek pająka z rodziny ptasznikowatych. Endemit Kenii.

## Taksonomia
Gatunek ten opisany został po raz pierwszy w 2009 roku przez Richarda C. Gallona na łamach „Bulletin of the British Arachnological Society”. Opisu dokonano na podstawie pojedynczej samicy. Jako lokalizację typową wskazano wybrzeża północnej części Jeziora Rudolfa w Kenii. Epitet gatunkowy nadano na cześć arachnologa, Andrew Smitha.

## Morfologia
Holotypowa samica ma ciało długości 23,1 mm przy prosomie długości 10,4 mm i szerokości 7,9 mm.
Karapaks ma wyniesioną część głowową, głęboką, poprzeczną jamkę i rudobrązowe ubarwienie w alkoholu. Szczękoczułki mają od 9 do 10 zębów na przedniej krawędzi bruzdy. Na tylno-bocznej powierzchni szczękoczułka leży skopula z dobrze wykształconych szczecinek pierzastych o funkcji strydulacyjnej, współpracująca z niepodzieloną skopulą podobnych szczecinek na przednio-bocznej powierzchni krętarza nogogłaszczka. Kuspuli na wardze dolnej jest około 45, podczas gdy na szczękach około setki. Sternum i odnóża mają w alkoholu barwę karapaksu. Wszystkie pary stóp oraz nadstopia pary od pierwszej do trzeciej mają pełne skopule, natomiast na nadstopiach pary ostatniej skopule podzielone są wzdłużnym pasmem usztywnionych szczecinek.
Opistosoma (odwłok) u okazu przechowywanego w alkoholu jest rudobrązowa ze słabo widocznymi ciemniejszymi znakami na wierzchu oraz z jasnymi pokrywami płuc książkowych i sklerytem genitalnym na spodzie. Na tylnej krawędzi skutum epigastrycznego występuje szereg zakrzywionych szczecinek. Tylna para kądziołków przędnych ma palcowate człony wierzchołkowe.
Genitalia samicy zawierają jedną parę spłaszczonych w przekroju poprzecznym spermatek. Ich półkolisty kształt z rozdętym końcem oraz brak wyodrębnionego płata końcowego wyróżnia je na tle całego rodzaju.

## Rozprzestrzenienie
Gatunek afrotropikalny, endemiczny dla Kenii, znany tylko z miejsca typowego.